# Copa do Mundo de Futebol Feminino Sub-20 de 2016
A Copa do Mundo de Futebol Feminino Sub-20 de 2016 foi a oitava edição do torneio realizado sob chancela da Federação Internacional de Futebol (FIFA), sendo restrito a jogadoras com idade máxima de 20 anos.
O torneio foi realizado na Papua-Nova Guiné entre 13 de novembro e 3 de dezembro, sendo o primeiro torneio FIFA de grandes proporções no país. O governo local utilizou as instalações construídas para os Jogos do Pacífico de 2015 realizado na cidade de Port Moresby, capital do país.
A Coreia do Norte conquistou o seu segundo título na categoria ao derrotar a França na decisão por 3–1.

## Candidatura

### Processo de candidatura original
Originalmente a FIFA declarou em maio de 2013 que as seguintes nações postulavam sediar o torneio:
- África do Sul
- Irlanda
- Noruega

Em 5 de dezembro de 2013, a FIFA anunciou que a África do Sul obteve o direito de sediar o torneio. Porém o país acabou desistindo de ser sede antes do Comitê Executivo que antecedeu à Copa do Mundo FIFA de 2014, realizada no Brasil.

### Segundo processo de candidatura
Depois da retirada da África do Sul, os seguintes países apresentaram o interesse em sediar o torneio FIFA:
- Suécia[7]
- Papua-Nova Guiné[8]

Em 20 de março de 2015 a Papua-Nova Guiné foi anunciada como nova sede após decisão do Comitê Executivo da FIFA.

## Seleções qualificadas
Um total de 16 seleções qualificaram-se para o torneio final, sendo que a nação anfitriã (Papua-Nova Guiné) já tinha vaga garantida automaticamente. As demais 15 seleções advieram de torneios continentais realizados pelas seis confederações do futebol associadas à FIFA. O número de vagas para cada confederação foi apresentado em junho de 2014. As seleções qualificadas são:  
| Confederação                                  | Torneio de qualificação                        | Classificado (s)                    |
| --------------------------------------------- | ---------------------------------------------- | ----------------------------------- |
| AFC (Ásia)                                    | Campeonato Asiático Sub-19 de 2015             | Coreia do Norte Coreia do Sul Japão |
| CAF (África)                                  | Torneio Qualificatório Africano Sub-20 de 2015 | Gana Nigéria                        |
| CONCACAF (América do Norte, Central e Caribe) | Campeonato da CONCACAF Sub-20 de 2015          | Canadá Estados Unidos México        |
| CONMEBOL (América do Sul)                     | Campeonato Sul-Americano Sub-20 de 2015        | Brasil Venezuela                    |
| OFC (Oceania)                                 | Campeonato da Oceania Sub-20 de 2015           | Nova Zelândia                       |
| UEFA (Europa)                                 | Campeonato Europeu Sub-19 de 2015              | Alemanha Espanha França Suécia      |
| País sede                                     | País sede                                      | Papua-Nova Guiné                    |

## Cidades-sedes
Uma delegação da FIFA visitou o país em abril de 2015 para avaliar os quatro locais apresentados para sediar o torneio: Estádio Sir Hubert Murray, Estádio Sir John Guise, Lloyd Robson Oval e o Complexo Esportivo Bisini, sendo todos localizados em Port Moresby. Os quatro estádio foram aprovados pela FIFA em outubro de 2015.
| Port Moresby                | Port Moresby           | Port Moresby         | Port Moresby      |
| --------------------------- | ---------------------- | -------------------- | ----------------- |
| Estádio Nacional de Futebol | Estádio Sir John Guise | PNG Football Stadium | Bava Park         |
| Capacidade: 15 000          | Capacidade: 15 000     | Capacidade: 5 000    | Capacidade: 5 000 |

## Arbitragem
As seguintes árbitras foram designadas para o torneio:
| Árbitro                  | Assistentes                                |     |
| AFC                      | AFC                                        | AFC |
| ------------------------ | ------------------------------------------ | --- |
| CHN Qin Liang            | CHN Bao Mengxiao CHN Fang Yan              |     |
| AUS Casey Reibelt        | AUS Sarah Ho KOR Kim Kyoung-Min            |     |
| MYA Aye Thein            |                                            |     |
| CONCACAF                 |                                            |     |
| CRC Marianela Araya Cruz | CRC Kimberly Moreira SLV Elizabeth Aguilar |     |
| HON Melissa Borjas       | HON Shirley Perello SLV Emperatriz Ayala   |     |
| MEX Quetzalli Alvarado   | MEX Lixy Enríquez CAN Chantal Boudreau     |     |
| CONMEBOL                 |                                            |     |
| VEN Yercinia Correa      | URU Mariana Corbo VEN Yoly García          |     |
| PER Silvia Reyes         | ECU Mónica Amboya ECU Viviana Segura       |     |

| Árbitro              | Assistentes                                  |
| CAF                  | CAF                                          |
| -------------------- | -------------------------------------------- |
| CMR Thérèse Neguel   | BEN Tempa Ndah EGY Mona Mahmoud              |
| SEN Fatou Thioune    |                                              |
| OFC                  |                                              |
| FIJ Finau Vulivuli   | SAM Maria Tamalelagi                         |
| UEFA                 |                                              |
| CZE Jana Adámková    | MKD Biljana Atanasovski FRA Solenne Bartinik |
| GER Riem Hussein     | SUI Belinda Brem CYP Angela Kyriakou         |
| HUN Katalin Kulcsár  | HUN Katalin Török SRB Svetlana Bilić         |
| POL Monika Mularczyk | UKR Maryna Striletska ROU Elena Ţepuşă       |
| SWE Sara Persson     | IRL Michelle O'Neill SWE Julia Magnusson     |

## Sorteio
O sorteio final foi realizado em 17 de março de 2016 na sede da FIFA, em Zurique.
| Pote 1                                                   | Pote 2                                             | Pote 3                                     | Pote 4                                |
| -------------------------------------------------------- | -------------------------------------------------- | ------------------------------------------ | ------------------------------------- |
| - Papua-Nova Guiné - Alemanha - Estados Unidos - Nigéria | - Coreia do Norte - Japão - França - Coreia do Sul | - Nova Zelândia - Brasil - México - Canadá | - Gana - Suécia - Espanha - Venezuela |

## Fase de grupos
As 16 equipes classificadas foram divididas em quatro grupos de quatro equipes cada. Todas se enfrentaram dentro dos grupos, num total de três partidas. O vencedor e o segundo colocado de cada grupo avançaram as quartas de final.
|  | Equipes classificadas às quartas de final |
|  | Equipes eliminadas                        |

Todas as partidas seguem o fuso horário local (UTC+10).

### Grupo A
| Seleção          | Pts | J | V | E | D | GP | GC | SG  |
| ---------------- | --- | - | - | - | - | -- | -- | --- |
| Coreia do Norte  | 9   | 3 | 3 | 0 | 0 | 13 | 3  | +10 |
| Brasil           | 4   | 3 | 1 | 1 | 1 | 12 | 5  | +7  |
| Suécia           | 4   | 3 | 1 | 1 | 1 | 7  | 3  | +4  |
| Papua-Nova Guiné | 0   | 3 | 0 | 0 | 3 | 1  | 22 | –21 |

| 13 de novembro | Suécia | 0 – 2     | Coreia do Norte                     | Estádio Sir John Guise, Port Moresby       |
| 16:00          |        | Relatório | Ri Hyang-sim 25' · Kim So-hyang 48' | Público: 4 944 Árbitro: HON Melissa Borjas |

| 13 de novembro | Papua-Nova Guiné | 0 – 9     | Brasil                                                                                               | Estádio Sir John Guise, Port Moresby         |
| 19:00          |                  | Relatório | Duda 6' · Gabi Nunes 11', 70' · Brena 17', 24' (pen) · Yasmim 45+1', 66' · Katrine 45+3' · Geyse 49' | Público: 12 547 Árbitro: HUN Katalin Kulcsár |

| 16 de novembro | Coreia do Norte                                                                | 4 – 2     | Brasil                           | Estádio Sir John Guise, Port Moresby     |
| 16:00          | U Sol-gyong 20' · Ri Hyang-sim 35' · Carla 40' (g.c.) · Jon So-yon 45+6' (pen) | Relatório | Gabi Nunes 29' · Brena 51' (pen) | Público: 3 906 Árbitro: GER Riem Hussein |

| 16 de novembro | Papua-Nova Guiné | 0 – 6     | Suécia                                                      | Estádio Sir John Guise, Port Moresby  |
| 19:00          |                  | Relatório | Blackstenius 8', 43', 58', 72' · Kaneryd 75' · Anvegård 82' | Público: 9 123 Árbitro: MYA Aye Thein |

| 20 de novembro | Coreia do Norte                                                                                         | 7 – 1     | Papua-Nova Guiné | Estádio Nacional de Futebol, Port Moresby   |
| 19:00          | Ri Un-sim 7' · Kim So-hyang 37', 45+4', 53' · Ju Hyo-sim 45+3' · Wi Jong-sim 65' · Sung Hyang-sim 90+1' | Relatório | Ageva 16'        | Público: 9 231 Árbitro: VEN Yercinia Correa |

| 20 de novembro | Brasil         | 1 – 1     | Suécia           | PNG Football Stadium, Port Moresby    |
| 19:00          | Gabi Nunes 31' | Relatório | Blackstenius 14' | Público: 3 553 Árbitro: CHN Qin Liang |

### Grupo B
| Seleção | Pts | J | V | E | D | GP | GC | SG  |
| ------- | --- | - | - | - | - | -- | -- | --- |
| Japão   | 6   | 3 | 2 | 0 | 1 | 11 | 1  | +10 |
| Espanha | 6   | 3 | 2 | 0 | 1 | 7  | 2  | +5  |
| Nigéria | 6   | 3 | 2 | 0 | 1 | 5  | 8  | –3  |
| Canadá  | 0   | 3 | 0 | 0 | 3 | 1  | 13 | –12 |

| 13 de novembro | Espanha                                                          | 5 – 0     | Canadá | Bava Park, Port Moresby               |
| 16:00          | Caldentey 2' · L. García 30', 90+5' · Bonmatí 58' · Guijarro 87' | Relatório |        | Público: 1 187 Árbitro: CHN Qin Liang |

| 13 de novembro | Japão                                                        | 6 – 0     | Nigéria | Bava Park, Port Moresby                        |
| 19:00          | Momiki 34', 51' · Ueno 37', 62', 82' · Ologbosere 56' (g.c.) | Relatório |         | Público: 1 651 Árbitro: MEX Quetzalli Alvarado |

| 16 de novembro | Espanha             | 1 – 0     | Japão | Bava Park, Port Moresby                        |
| 16:00          | Caldentey 81' (pen) | Relatório |       | Público: 858 Árbitro: CRC Marianela Araya Cruz |

| 16 de novembro | Nigéria                                       | 3 – 1     | Canadá    | Bava Park, Port Moresby                  |
| 19:00          | Uchendu 45+1' (pen) · Bokiri 46' · Ihezuo 73' | Relatório | Carle 15' | Público: 1 748 Árbitro: SWE Sara Persson |

| 20 de novembro | Nigéria                    | 2 – 1     | Espanha    | PNG Football Stadium, Port Moresby         |
| 16:00          | Onyebuchi 12' · Ihezuo 72' | Relatório | Redondo 7' | Público: 2 032 Árbitro: HON Melissa Borjas |

| 20 de novembro | Canadá | 0 – 5     | Japão                                                   | Estádio Nacional de Futebol, Port Moresby |
| 16:00          |        | Relatório | Hasegawa 26', 51' · Ueno 42' · Hayashi 47' · Sugita 73' | Público: 5 449 Árbitro: SEN Fatou Thioune |

### Grupo C
| Seleção        | Pts | J | V | E | D | GP | GC | SG |
| -------------- | --- | - | - | - | - | -- | -- | -- |
| Estados Unidos | 5   | 3 | 1 | 2 | 0 | 4  | 2  | +2 |
| França         | 5   | 3 | 1 | 2 | 0 | 4  | 2  | +2 |
| Nova Zelândia  | 3   | 3 | 1 | 0 | 2 | 2  | 5  | –3 |
| Gana           | 2   | 3 | 0 | 2 | 1 | 3  | 4  | –1 |

- Estados Unidos classificado à frente da França pelo critério do fair play (um cartão amarelo a menos).[15]

| 14 de novembro | França | 0 – 0     | Estados Unidos | PNG Football Stadium, Port Moresby        |
| 16:00          |        | Relatório |                | Público: 2 033 Árbitro: AUS Casey Reibelt |

| 14 de novembro | Gana | 0 – 1     | Nova Zelândia   | PNG Football Stadium, Port Moresby           |
| 19:00          |      | Relatório | Christensen 89' | Público: 2 877 Árbitro: POL Monika Mularczyk |

| 17 de novembro | França                      | 2 – 2     | Gana                          | PNG Football Stadium, Port Moresby           |
| 16:00          | Cascarino 30' · Mateo 90+5' | Relatório | Owusu-Ansah 44' · Ayieyam 65' | Público: 808 Árbitro: MEX Quetzalli Alvarado |

| 17 de novembro | Nova Zelândia | 1 – 3     | Estados Unidos                  | PNG Football Stadium, Port Moresby         |
| 19:00          | Coombes 76'   | Relatório | Sanchez 3' · Pugh 8' · Watt 82' | Público: 2 399 Árbitro: CMR Thérèse Neguel |

| 21 de novembro | Nova Zelândia | 0 – 2     | França                | Bava Park, Port Moresby                |
| 16:00          |               | Relatório | Léger 17' · Mateo 47' | Público: 995 Árbitro: PER Silvia Reyes |

| 21 de novembro | Estados Unidos | 1 – 1     | Gana              | Estádio Sir John Guise, Port Moresby     |
| 16:00          | Pugh 22'       | Relatório | Murphy 20' (g.c.) | Público: 3 076 Árbitro: SWE Sara Persson |

### Grupo D
| Seleção       | Pts | J | V | E | D | GP | GC | SG |
| ------------- | --- | - | - | - | - | -- | -- | -- |
| Alemanha      | 9   | 3 | 3 | 0 | 0 | 8  | 1  | +7 |
| México        | 6   | 3 | 2 | 0 | 1 | 5  | 5  | 0  |
| Coreia do Sul | 3   | 3 | 1 | 0 | 2 | 3  | 4  | –1 |
| Venezuela     | 0   | 3 | 0 | 0 | 3 | 3  | 9  | –6 |

| 14 de novembro | Alemanha                    | 3 – 1     | Venezuela      | Estádio Nacional de Futebol, Port Moresby  |
| 16:00          | Gier 2', 45' · Schüller 51' | Relatório | Speckmaier 26' | Público: 1 858 Árbitro: FIJ Finau Vulivuli |

| 14 de novembro | México                      | 2 – 0     | Coreia do Sul | Estádio Nacional de Futebol, Port Moresby |
| 19:00          | Crowther 59' · Palacios 89' | Relatório |               | Público: 4 511 Árbitro: CZE Jana Adámková |

| 17 de novembro | Alemanha                       | 3 – 0     | México | Estádio Nacional de Futebol, Port Moresby |
| 16:00          | Sanders 48', 85' · Matheis 67' | Relatório |        | Público: 2 685 Árbitro: PER Silvia Reyes  |

| 17 de novembro | Coreia do Sul                                                 | 3 – 0     | Venezuela | Estádio Nacional de Futebol, Port Moresby   |
| 19:00          | Namgung Ye-ji 77' (pen) · Han Chae-rin 80' · Kim Seong-mi 90' | Relatório |           | Público: 6 108 Árbitro: HUN Katalin Kulcsár |

| 21 de novembro | Coreia do Sul | 0 – 2     | Alemanha                       | Estádio Sir John Guise, Port Moresby             |
| 19:00          |               | Relatório | D. Orschmann 13' · Sanders 25' | Público: 7 218 Árbitro: CRC Marianela Araya Cruz |

| 21 de novembro | Venezuela               | 2 – 3     | México                             | Bava Park, Port Moresby                      |
| 19:00          | García 55' · Moreno 83' | Relatório | Palacios 4', 10' · T. González 53' | Público: 2 076 Árbitro: POL Monika Mularczyk |

## Fase final
|  | Quartas de final                    | Quartas de final                    |                                     |       | Semifinais     | Semifinais     |  |  | Final                              | Final |
|  |                                     |                                     |                                     |       |                |                |  |  |                                    |       |
|  | 24 de novembro – Port Moresby (ENF) |                                     |                                     |       |                |                |  |  |                                    |       |
|  |                                     |                                     |                                     |       |                |                |  |  |                                    |       |
|  | Coreia do Norte (pro)               | 3                                   |                                     |       |                |                |  |  |                                    |       |
|  | Coreia do Norte (pro)               | 3                                   | 29 de novembro – Port Moresby (SJG) |       |                |                |  |  |                                    |       |
|  | Espanha                             | 2                                   |                                     |       |                |                |  |  |                                    |       |
|  | Espanha                             | 2                                   | Coreia do Norte (pro)               | 2     |                |                |  |  |                                    |       |
|  | 25 de novembro – Port Moresby (SJG) |                                     | Coreia do Norte (pro)               | 2     |                |                |  |  |                                    |       |
|  |                                     | Estados Unidos                      | 1                                   |       |                |                |  |  |                                    |       |
|  | Estados Unidos                      | Estados Unidos                      | 1                                   | 2     |                |                |  |  |                                    |       |
|  | Estados Unidos                      |                                     | 3 de dezembro – Port Moresby (ENF)  | 2     |                |                |  |  |                                    |       |
|  | México                              | 1                                   |                                     |       |                |                |  |  |                                    |       |
|  | México                              | 1                                   | Coreia do Norte                     | 3     |                |                |  |  |                                    |       |
|  | 24 de novembro – Port Moresby (ENF) |                                     | Coreia do Norte                     | 3     |                |                |  |  |                                    |       |
|  |                                     | França                              | 1                                   |       |                |                |  |  |                                    |       |
|  | Japão                               | França                              | 1                                   | 3     |                |                |  |  |                                    |       |
|  | Japão                               | 29 de novembro – Port Moresby (SJG) |                                     | 3     |                |                |  |  |                                    |       |
|  | Brasil                              | 1                                   |                                     |       |                |                |  |  |                                    |       |
|  | Brasil                              | 1                                   | Japão                               | 1     | Terceiro lugar | Terceiro lugar |  |  |                                    |       |
|  | 25 de novembro – Port Moresby (SJG) |                                     | Japão                               | 1     | Terceiro lugar | Terceiro lugar |  |  |                                    |       |
|  |                                     | França (pro)                        | 2                                   |       |                |                |  |  |                                    |       |
|  | Alemanha                            | França (pro)                        | 2                                   | 0     | Estados Unidos | 0              |  |  |                                    |       |
|  | Alemanha                            |                                     |                                     | 0     | Estados Unidos | 0              |  |  |                                    |       |
|  | França                              | 1                                   |                                     | Japão | 1              |                |  |  |                                    |       |
|  | França                              | 1                                   |                                     |       | 1              |                |  |  |                                    |       |
|  |                                     |                                     |                                     |       |                |                |  |  | 3 de dezembro – Port Moresby (ENF) |       |
|  |                                     |                                     |                                     |       |                |                |  |  |                                    |       |

### Quartas de final
| 24 de novembro | Coreia do Norte                                         | 3 – 2 (pro) | Espanha                       | Estádio Nacional de Futebol, Port Moresby |
| 16:00          | Ju Hyo-sim 18' · Ri Hyang-sim 30' · Kim Phyong-hwa 106' | Relatório   | N. García 38' · L. García 63' | Público: 3 740 Árbitro: AUS Casey Reibelt |

| 24 de novembro | Japão                             | 3 – 1     | Brasil                 | Estádio Nacional de Futebol, Port Moresby |
| 19:30          | Moriya 45+2' · Matsubara 50', 68' | Relatório | Gabi Nunes 90+1' (pen) | Público: 9 732 Árbitro: CZE Jana Adámková |

| 25 de novembro | Estados Unidos         | 2 – 1     | México      | Estádio Sir John Guise, Port Moresby     |
| 16:00          | Watt 81' · Hedge 90+3' | Relatório | Sánchez 66' | Público: 4 245 Árbitro: GER Riem Hussein |

| 25 de novembro | Alemanha | 0 – 1     | França        | Estádio Sir John Guise, Port Moresby           |
| 19:30          |          | Relatório | Cascarino 16' | Público: 9 314 Árbitro: MEX Quetzalli Alvarado |

### Semifinal
| 29 de novembro | Coreia do Norte                         | 2 – 1 (pro) | Estados Unidos | Estádio Sir John Guise, Port Moresby        |
| 16:00          | Jon So-yon 50' (pen) · Ri Hyang-sim 91' | Relatório   | Jacobs 89'     | Público: 5 037 Árbitro: HUN Katalin Kulcsár |

| 29 de novembro | Japão             | 1 – 2 (pro) | França                   | Estádio Sir John Guise, Port Moresby        |
| 19:30          | Momiki 109' (pen) | Relatório   | Mateo 99' · Gathrat 101' | Público: 11 313 Árbitro: HON Melissa Borjas |

### Disputa pelo terceiro lugar
| 3 de dezembro | Estados Unidos | 0 – 1     | Japão    | Estádio Nacional de Futebol, Port Moresby |
| 16:00         |                | Relatório | Ueno 87' | Público: 8 093 Árbitro: CHN Qin Liang     |

### Final
| 3 de dezembro | Coreia do Norte                                             | 3 – 1     | França     | Estádio Nacional de Futebol, Port Moresby  |
| 19:30         | Wi Jong-sim 30' · Kim Phyong-hwa 55' · Jon So-yon 87' (pen) | Relatório | Geyoro 17' | Público: 14 752 Árbitro: CZE Jana Adámková |

## Premiações
| Copa do Mundo de Futebol Feminino Sub-20 de 2016 |
| Coreia do Norte                                  |
| ------------------------------------------------ |
| COREIA DO NORTE Campeã (2º título)               |

### Individuais
| Chuteira de Ouro | Bola de Ouro    | Luva de Ouro      | Fair Play |
| ---------------- | --------------- | ----------------- | --------- |
| JPN Mami Ueno    | JPN Hina Sugita | FRA Mylene Chavas | Japão     |

## Artilharia
| 5 gols (3) - BRA Gabi Nunes - JPN Mami Ueno - SWE Stina Blackstenius 4 gols (3) - JPN Yuka Momiki - PRK Kim So-hyang - PRK Ri Hyang-sim 3 gols (6) - BRA Brena - ESP Lucía García - FRA Clara Mateo - GER Stefanie Sanders - MEX Kiana Palacios - PRK Jon So-yon 2 gols (12) - BRA Yasmim - ESP María Caldentey - FRA Delphine Cascarino - GER Madeline Gier - JPN Shiho Matsubara - JPN Yui Hasegawa - NGA Chinwendu Ihezuo - PRK Ju Hyo-sim - PRK Kim Phyong-hwa - PRK Wi Jong-sim | 2 gols (continuação) - USA Ally Watt - USA Mallory Pugh 1 gol (42) - BRA Duda - BRA Geyse - BRA Katrine - CAN Gabrielle Carle - ESP Alba Redondo - ESP Aitana Bonmatí - ESP Nahikari García - ESP Patricia Guijarro - FRA Grace Geyoro - FRA Juliane Gathrat - FRA Marie-Charlotte Léger - GER Dina Orschmann - GER Lea Schüller - GER Saskia Matheis - GHA Jane Ayieyam - GHA Sandra Owusu-Ansah - JPN Hina Sugita - JPN Honoka Hayashi - JPN Miyabi Moriya - KOR Han Chae-rin - KOR Kim Seong-mi - KOR Namgung Ye-ji | 1 gol (continuação) - MEX Jacqueline Crowther - MEX María Sánchez - MEX Teresa González - NGA Chinaza Uchendu - NGA Ihuoma Onyebuchi - NGA Joy Bokiri - NZL Isabella Coombes - NZL Tayla Christensen - PNG Nicollete Ageva - PRK Ri Un-sim - PRK Sung Hyang-Sim - PRK U Sol-gyong - SWE Anna Anvegård - SWE Johanna Kaneryd - USA Ashley Sanchez - USA Kelcie Hedge - USA Natalie Jacobs - VEN Gabriela García - VEN Lourdes Moreno - VEN Mariana Speckmaier Gol contra (3) - BRA Carla (para a Coreia do Norte) - NGA Mary Ologbosere (para o Japão) - USA Casey Murphy (para Gana) |